# 定远级战列舰
定遠级战列舰是清廷委托德国普鲁士伏爾鏗造船廠製造的7000吨级的铁甲舰。定遠级铁甲舰有兩艘，分別為定遠及鎮遠，二艦於1885年開始服役，成为清朝北洋水師的主力戰艦，而定遠則同時為艦隊旗艦。排水量7000噸的定遠與姊妹船鎮遠是中國海軍史上唯有的兩艘戰列艦，裝甲厚12至14英寸(305~356毫米)，主要武裝為2座305毫米(12英寸)口徑的雙聯主炮（共四門）。定遠、鎮遠二艦不但是北洋水师的主力舰，服役時更是當時遠東最大型的軍艦，此记录直至甲午战争之后日本富士号战列舰出现。兩艦為甲午戰爭初期的黃海海戰內大日本帝国海军集中打擊的對象，二艦中彈極多，但是因為其鐵甲堅固而只受一般破損，俱未失去戰鬥力。後來北洋水師退入威海衞以自保，定遠被突入港內的日軍魚雷艇擊中，被迫擱淺。最後被陸上由日軍佔領的炮台擊中後自沉。而鎮遠則因為觸礁受損，最後投降編入大日本帝国海軍。

## 建造經過
1874年爆發牡丹社事件，日本派兵登陸台灣企圖將之佔據，清兵以僅有之戰船赴台將之驅逐。事件引起清廷朝野的警惕，清政府於是決定每年撥出四百萬兩作為經費，加快建設海軍。大清海軍分為三洋，當中北洋艦隊由北洋大臣李鴻章主持，負責守衛京師，故此獲得優先集全力建造。北洋海軍最先向英國阿姆斯特朗(阿姆斯壯，Armstrong)購艦，1879年起先後購入六艘排水量400噸、配有一門11英寸口徑主炮的炮艦，即“鎮東”、“鎮西”、“鎮南”、“鎮北”、“鎮中”及“鎮邊”。這些炮艦為木船外包鋼殼，稱之為“蚊子船”；可作近岸防禦但不具遠洋作戰能力。之後李鴻章再向英國購入排水量為1,350噸，10英寸口徑主炮2門的无防护巡洋舰兩艘，即“超勇”及“揚威”，兩艦於1881年年中完工，並於年底駛回大清服役。
在“超勇”及“揚威”在建造的同時，李鴻章在1880年3月31日奏准購買兩艘鐵甲艦。同年中，派徐建寅、李鳳苞到英國及德國，考察海軍以及購艦。徐、李在德國參觀伏爾鏗造船廠及其製造的萨克森级铁甲舰，與及克虜伯公司及其火炮。在英國，二人則參觀阿姆斯特朗及其最新之“英弗来息白”(不屈，HMS Inflexible)鐵甲艦。最後決定由位於德國斯德丁(Stettin，即现在波兰的什切青)的伏爾鏗建造兩艘集薩克森級及英弗来息白(不屈)之長處的鐵甲艦，吨位、尺寸与萨克森级接近，艦上採用克虜伯火炮。鐵甲艦的設計及技術均為當時最先進的。其噸位亦是遠東第一，號稱“遠東第一艦”。
定遠級的裝甲佈置類似英弗来息白(不屈)、薩克森級类似的設計，厚達12英寸的裝甲成堡式，集中在船身中部，保護機械、主炮及彈藥庫，而非分散在水線之上。司令塔位于两座炮台的相接部，其上方是飞桥（露天指挥台）。炮座样式借鉴了薩克森級的露炮座样式，用装甲围成炮座，炮座不动而火炮转动，上部增加了炮罩，减轻了旋转机构的负担。炮座的布局借鉴了英弗来息白(不屈)的两舷对角线的設計，使得每一座主炮擁有在一側舷從艦艏到艦艉180度的射界，向另一側船舷的發射範圍受到局限。主炮向艦艏或跨甲板射擊都可能殺傷己方人員，例如大東溝海戰時，總兵劉步蟾令定遠主炮向艦艏射擊，就使飛橋上的提督丁汝昌等人受傷；馬吉芬率人往前甲板救火，他身邊的人也因鎮遠右舷的主砲向左舷射擊而死。由於司令塔位於2座主炮之間，大東溝海戰中許多砲彈擊中司令塔後，碎片反彈到露炮座，砲手的傷亡有2/3來自這種彈雨。:603-604
關於炮罩的防護效果，豐島海戰時，日軍一枚使用彈底引信的砲彈擊中濟遠艦艦尾的炮罩，結果彈頭穿出炮罩，而彈身在炮罩內爆炸變成許多彈片，殺死七人，傷十四人，所有在炮罩內的人無一倖免。如果移除炮罩，該彈不會造成如此大的傷亡。馬吉芬認為，除非炮罩厚到足以抵禦穿甲彈，不然寧可不要炮罩。:587,629大東溝海戰時，日軍一枚10吋砲彈擊中鎮遠艦6吋的副炮，在炮罩內爆炸，碎片紛飛。如果官兵不是因為該砲故障而已經離開，將無一倖免。:603
1881年1月8日第一艘铁甲舰正式簽署合約，1881年5月23日又定造了第二艘铁甲舰，每艦造價為620萬馬克。清政府吸收之前經驗，派劉步蟾、魏瀚等熟識海軍者到德國船廠監工。兩艘戰艦由李鴻章親自名為“定遠”、“鎮遠”。同年12月22日，“定遠”號下水，次年鎮遠下水。定远与镇远先后在1883年5月和1884年3月完工。定遠及镇遠本應在1884年完工交貨。但1883年年底中法戰爭爆發，德國作為中立國，據國際慣例暫停交貨。1885年中法簽訂和約，德國方才於7月履約付貨。定遠及鎮遠由德國水兵駕駛，懸掛德國商船旗，經蘇彝士運河、新加坡、香港，於10月抵達天津大沽。10月29日，定遠升起龍旗，正式成為大清海軍艦隻、北洋艦隊旗艦。

## 武備裝甲
- 武裝：
  - 4 門 305 毫米(12 英寸)/ 25 倍口径主炮，位於兩座水壓動力露炮座內；
  - 2 門 150 毫米(5.9英寸)/ 35 倍口径副炮，首尾各一门；
  - 8 門 37 毫米口径轉管式機炮；
  - 2 门 57 毫米口径速射炮，2 门 47 毫米口径速射炮，3 支 14 英寸口径魚雷發射管；
  - 另搭載三艘魚雷艇。

- 裝甲：
  - 主炮露炮座：14 英寸；
  - 舷側：上装甲 14 英寸，下装甲 12 英寸；
  - 司令塔：８英寸；
  - 甲板：不详。

裝甲總重 1,461 噸。

## 服役紀錄
定遠、鎮遠在北洋艦隊成軍後曾作為旗艦出訪鄰國。1886年7月，定遠及鎮遠等六艦出訪朝鲜元山。8月，先後到訪俄國海參崴，日本東京及長崎。定遠及鎮遠兩艘當時遠東最大及最先進的戰艦到日本，一度引起日本朝野的震撼，日本为对付中国的这两艘铁甲舰，发行海军公债制定了海军扩张计划。据说東鄉平八郎於北洋舰队第二次访问日本上定遠號參觀後，發現清兵在主炮上晾褲。13及15日，大清海軍放假上岸水兵因购物和嫖妓等事與日本人發生衝突，多名水兵及日人死傷。史称长崎事件。这一事件後來通过外交途径得到了解決。

### 甲午戰爭

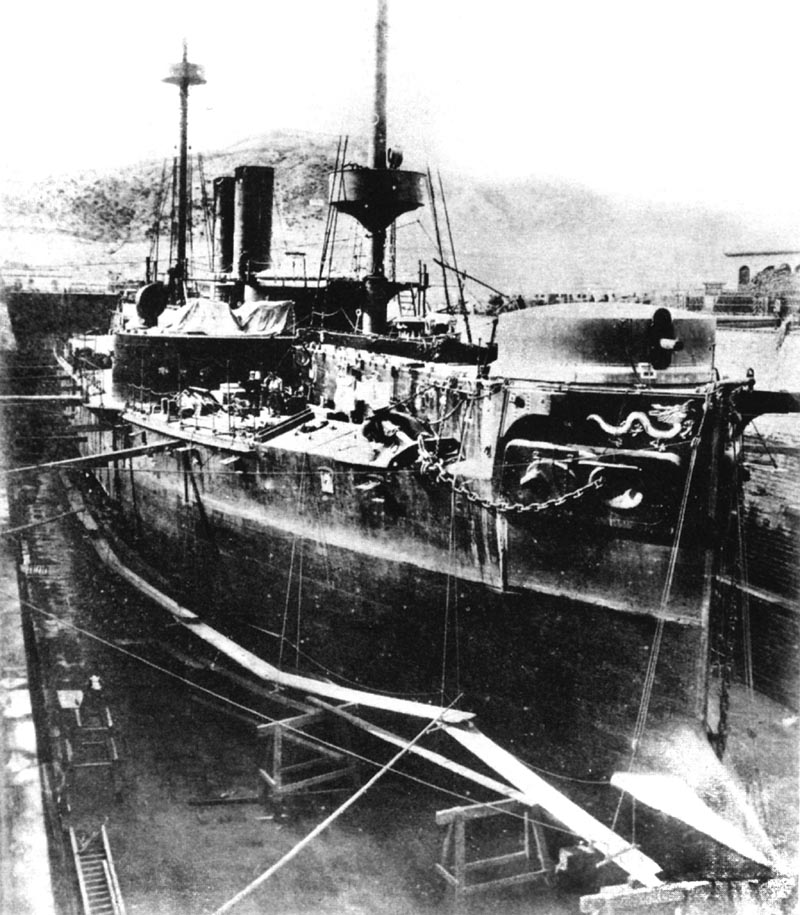
甲午战争前停泊于旅顺船坞中的镇远舰

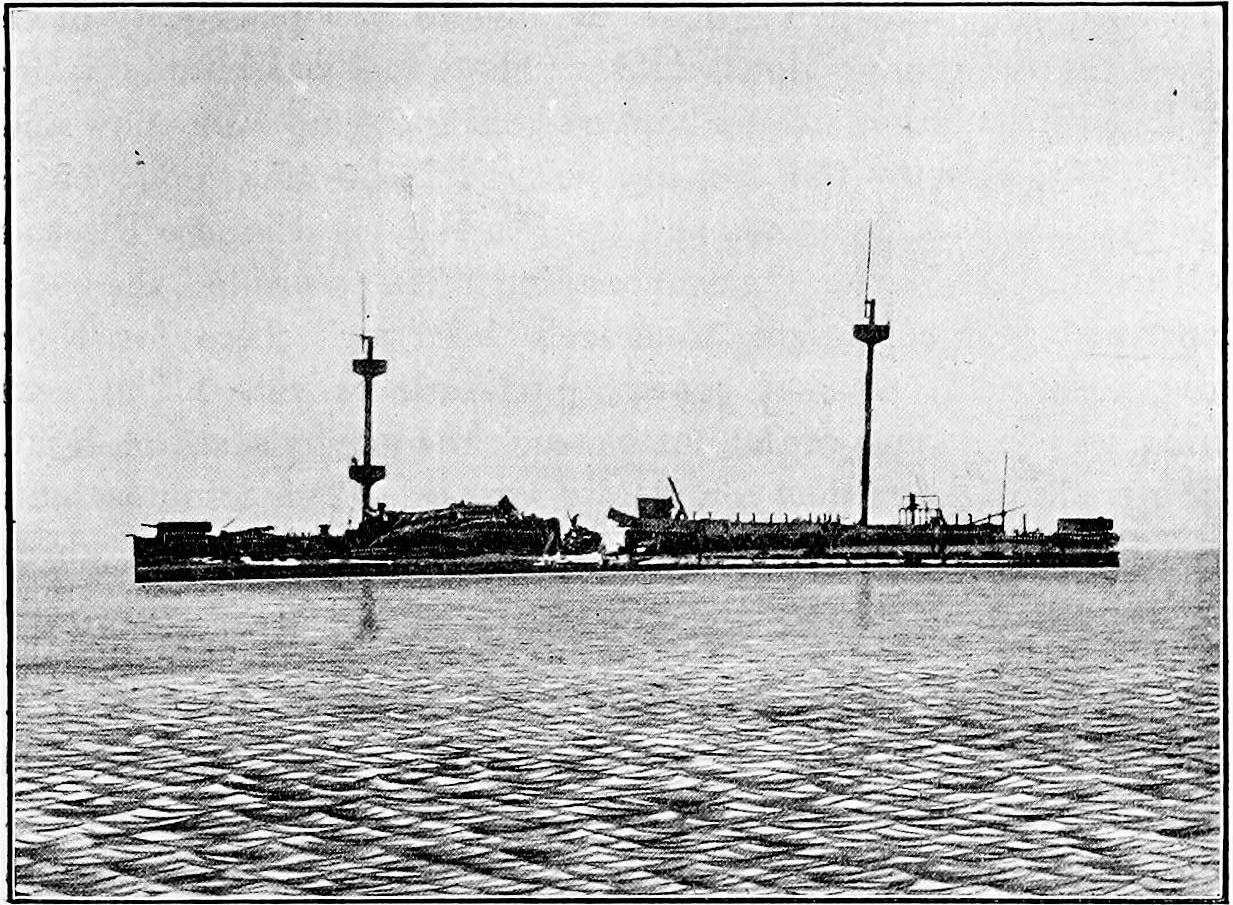
被鱼雷舰击中，后自爆弹药舱的定远舰

1894年，定遠號作為北洋艦隊旗艦，帶領十多艘戰艦參加9月17日與日本聯合艦隊在黃海上的遭遇決戰。當日下午12時50分，由定遠先向日艦開炮。定遠的管帶(艦長)為劉步蟾，北洋水師提督丁汝昌亦在艦上。在大东沟海战中定远舰开炮时，洋员马吉芬回忆曾和丁汝昌一同站在炮口附近突遇冷不防开炮，被炮风震倒，但在翻译时被随意翻成了"与此桥齐飞"，长期地造成了定远的飞桥腐朽不堪的错误说法。丁汝昌身負重傷，旗艦亦不能掛旗指揮各艦。戰事一直由中午持續至下午5時，期間定遠、鎮遠一直堅持作戰，是戰鬥的主力；曾以主炮擊中日本旗艦松島號(一說為定遠所擊中，另一說為鎮遠所擊中)，引发其堆积的彈藥发生大爆炸，起火退出戰鬥。定遠中彈多達159發，艦上17人死38人受傷，前甲板更曾發生大火。鎮遠中彈更多達220發，艦上13人死28人受傷。但二艦因其裝甲堅厚，並無致命損傷，一路亦未失作戰能力。不過由於定遠及鎮遠二艦火炮射速太低(原本用作更換速射炮的經費受到光緒帝大婚、慈禧皇太后寿辰修建颐和园的影响而被搁置)，彈藥亦不足；在下午戰事完結時，鎮遠主炮炮彈只餘25發，副炮更全部打完(而且剩餘的砲彈中全為訓練用實心彈)，在戰事中未有發揮更大的威力。而黃海戰役亦以北洋水師損失五艘軍艦、日方五舰受傷而結束。
黃海戰役後，北洋艦隊退入威海衞不再輕出。11月14日，鎮遠在進入海港時艦底觸礁，以木料作緊急修護。由於清軍的船塢所在的旅順已被日軍佔領，無法修復出海再戰，北洋艦隊實力大減。管帶林泰曾在觸礁後次日引咎自盡，鎮遠由原幫帶楊用霖接任。
1895年2月4日，日軍魚雷艇夜襲威海衞，以魚雷擊中定遠左舷。清軍將定遠移至淺灘擱淺，當作炮台使用。2月9日，陸上之日軍佔領威海衞附近的清軍炮台，以岸炮擊傷定遠。10日，管帶劉步蟾下令炸毀定遠號以免資敵。定遠號沉沒後劉步蟾亦自殺。鎮遠與北洋艦隊其他殘餘艦隻投降。

## 後續
定遠的部分殘骸後來由日本於1896年打撈。其舵輪後來被一名居住日本長崎的英國人格拉巴改造為咖啡桌。此桌在二战时被日本政府没收，战后在长崎格拉巴公园内展出，1980年代一中国代表团访日时发现并向日本政府表示了抗议，之后此咖啡桌被收储不再对外公开展出，但此桌至今仍存放在日本长崎格拉巴公园内的一个仓库中。
2005年8月，中國製造了定遠艦的一比一複製品，停放在威海作為博物馆展品的一部分。

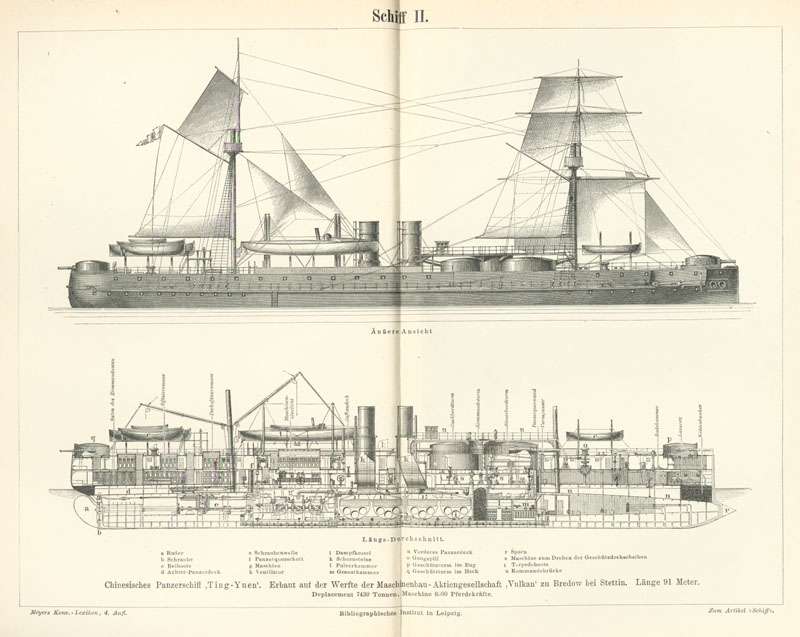
原始設計圖中的張帆狀態

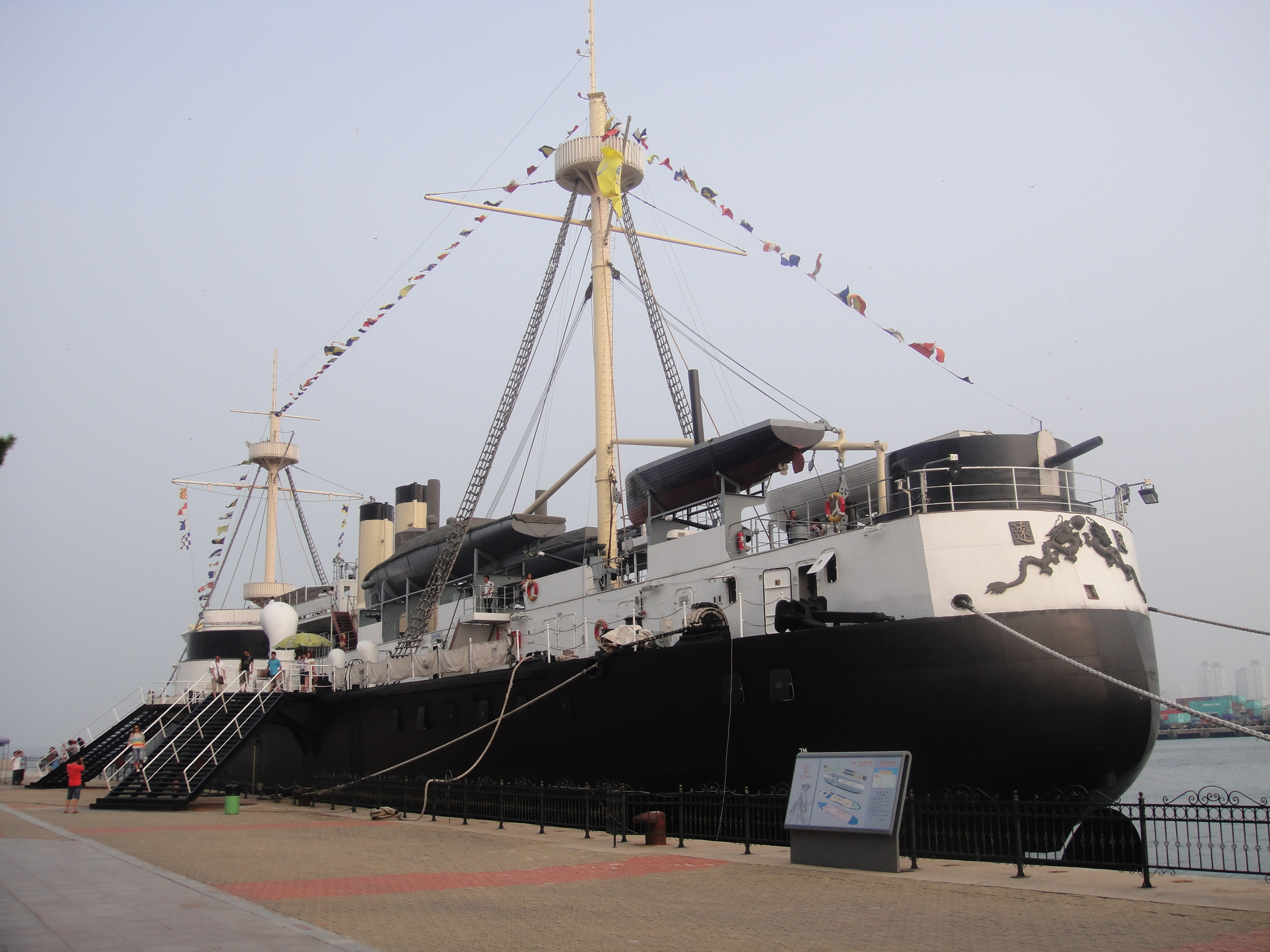
定远号仿制品於2012年

甲午戰爭後，日本接收鎮遠為戰利品，于1895年2月17日在威海卫被日本海军接收。西京丸号特设巡洋舰将其拖至旅顺维修，恢复自航能力后，于7月4日离开旅顺，前往日本。此后鎮遠作为在日本艦隊內服役，仍名為鎮遠，级别列为“第一种军舰”。1898年改列為二等戰列艦。
1904年2月6日日俄战争爆发后，镇远随日本联合舰队第五舰队参加朝鲜海峡警备作战和旅顺口封锁作战，并参加了黄海海战。改為一等海防艦，并参加日俄战争中的黃海海戰。1905年5月27日至5月28日参加對馬海峽海戰。1911年4月1日退役，改作靶船。1912 年4月6日出售拆解，作廢鐵拆解。出售所得费用被用来修建江田岛海军兵学校的大礼堂。其中指揮艙中的陳設炮、大清海圖等交付日本海軍部紀念館保存，所遺鐵錨、鐵鍊、炮彈被搬至東京上野公園內展示。至二次大戰後日海軍部精品陳設均被美軍繳獲，其中「鎮遠」艦指揮艙陳設炮、大清海圖及日本海軍部甲午海戰圖片文本等重要文物現收藏於美國亞洲文化學院歷史博物館。
第二次世界大战後，中華民國海軍少校鍾漢波前往日本找回原屬鎮遠和定遠的遺物(主要是船錨)，並銷毀上野公園內的碑文。中國駐日代表團於1947年向日本提出歸還艦隻遺物的要求，因是二戰前之事，駐日盟軍總司令部起初不同意，代表團仍多次向盟總交涉要求，終使其同意:72，1947年5月18日從日本運抵中國上海，現時於北京中国革命军事博物馆內展出。
現時仍有許多定遠艦和鎮遠艦的遺物保存於日本民間。甲午戰爭過後，日本人小野龍介出資兩萬日元，從日本海軍手中買下部分由軍方打撈的定遠艦殘骸，用這些艦材於太宰府建造了一座名為“定遠館”(定遠館/ていえんかん)的別墅。
部分鎮遠、定遠兩艦在日遺物：
- 定遠艦部分殘骸(裝甲板、水密門等)建造的定遠館，於福岡縣太宰府市。
- 定遠艦長辦公桌，於福岡縣太宰府市光明禪寺。
- 定遠艦舵輪兩枚，一枚於東京靖國神社，一枚於長崎縣長崎市的格拉巴宅邸。
- 鎮遠艦船鐘2只，一隻於神奈川縣小田原市小田原高校，一隻於香川縣三豐郡栗島海洋紀念館。
- 鎮遠艦實心彈2枚，於神奈川縣橫須賀市三笠艦紀念公園。
- 鎮遠艦305毫米砲彈兩枚，一枚於和歌山縣須佐神社，一枚於奈良市冰室神社。
- 定遠艦砲彈一枚，於長崎縣佐世保市的舊海軍佐世保墓地。
- 鎮遠艦鐵錨一隻，於崗山縣吉備津福田海本部。
- 定遠艦妈祖神龛，於福冈市博多区東公園内的元寇史料館。

## 同型艦
| 船名       | 製造廠           | 建造時間                       | 服役時間                                                                      | 結局                   | 圖片 |
| ---------- | ---------------- | ------------------------------ | ----------------------------------------------------------------------------- | ---------------------- | ---- |
| 定遠號戰艦 | 德國伏爾鏗造船廠 | 1881年3月31日～ 1881年12月28日 | 1885年10月29日 ～1895年2月10日                                                | 1895年2月10日自沉      |      |
| 鎮遠號戰艦 | 德國伏爾鏗造船廠 | 1882年3月1日 ～1882年11月28日  | 北洋水師：1885年3月1日 ～1895年2月17日 日本海軍：1898年3月21日～ 1911年4月1日 | 1912年4月6日於橫濱解體 |      |

## 外部連結
- .   [2006-02-08]. （原始内容存档于2002-08-17）.
- 定遠
- 北京軍事博物館關於鎮遠船錨